# Иска-сулло-Йонио
Иска-сулло-Йонио (итал. Isca sullo Ionio) — коммуна в Италии, располагается в регионе Калабрия, в провинции Катандзаро.
Население составляет 1552 человека (2008 г.), плотность населения составляет 71 чел./км². Занимает площадь 22 км². Почтовый индекс — 88060. Телефонный код — 0967.
Покровителем коммуны почитается святой Марциал, один из Семи братьев Римских, мучеников празднование 10 июля.

## Демография
Динамика населения:

## Администрация коммуны
- Официальный сайт: https://web.archive.org/web/20080828075637/http://www.comune.isca.cz.it/